# Iziumivka, Kirovske
Iziumivka (în ucraineană Ізюмівка) este un sat în comuna Pervomaiske din raionul Kirovske, Republica Autonomă Crimeea, Ucraina.

## Demografie
Componența lingvistică a localității Iziumivka
     Rusă (65,73%)
     Tătară crimeeană (24,06%)
     Ucraineană (8,24%)
     Alte limbi (1,41%)
Conform recensământului din 2001, majoritatea populației localității Iziumivka era vorbitoare de rusă (65,73%), existând în minoritate și vorbitori de tătară crimeeană (24,06%) și ucraineană (8,24%).